# Моисей Юда Абас
Моисей Юда бен Меир Абас (на иврит: משה יהודה בן מאיר עבאס), известен и с акронима Машя (на иврит: משי״ע) е еврейски равин, талмудист, халакист и поет от Османската империя, живял през XVII век.

## Биография
Роден е в Солун, Османската империя, около 1601 година, в ладинско семейство, произхождащо от Испания. В детството си живее в мизерия и болести. Равини са му Мордекай калси, Йона Аделие и Соломон бен Исак (Бет ха-Леви). Назначен е за равин в Египет и той основава йешива и талмудска тора, откъдето се изхранва. Пътува много, за да осигурява финансова подкрепа за училището си, а до градовете, които не може да посети пише молби за помощ. В последните години от живота си е равин на Розета, където около 1669 година къщата му е разграбена и той губи цялото си имущество.
Абас е автор на много респонса, повечето от които в Розета, а някои от времената на пътуванията му. Запазени са два тома в ръкопис. Автор е на Кисе Кавод (пазено в Лондонското училище за еврейски изследвания), коментар върху минорните трактати Калах, Соферим и Семахот. Още като младеж Абас кореспондира и обменя поеми с еврейските първенци в Империята. Като поет той превъзхожда съвременниците си, но не постига върховете на испанската школа. Насърчава млади поети, поправя техните грешки и дава отговорите си в стихотворна форма. Стиховете му, които използват метриката и езика на испанските поети, изразяват страданията и надеждите му. Според Конфорте Абас е автор на два тома поезия. Някои от неговите светски стихотворения са публикувани от Меир Валенщайн, но стотици остават в ръкопис. Някои от стихотворенията са му подписани с акростиха Машя.